# Жерар Менатори
Жерар Менатори (на френски: Gérard Ménatory) е френски журналист и автор на научнопопулярни книги за вълците и други животни.

## Биография и творчество
Роден е на 3 декември 1921 г. в Алес, департамент Гар, Франция.
По време на Втората световна война през 1942 г. той се присъединява към Съпротивата. Арестуван е през 1944 г. и е затворен в концлагера „Маутхаузен“ като „устойчиво опасен“. Освободен е през май 1945 г. с тегло 35 кг.
След войната работи като журналист в „Midi Libre“. Става известен с борбата си за хуманно отношение към животните по целия свят и по-специално към вълците. През 1959 г. той се установява в Лозер, където в малкото селце Шастел Нувел, близо до Манд, на 3 хектара създава частен резерват. Там през 1961 г. заселва първите си два вълка, които взема от Беловежката гора в Полша. През 1962 г. създава Парка за вълци „Жеводан“, разположен на 4 хектара в Марвежол, департамент Лозер, зоологическа градина, където вълците живеят в полу-свобода. В своята дейност е подкрепян от Фондацията на Бриджит Бардо, с която е интимен приятел. В парка се събират стотици вълци от целия свят, включително 80 от Монголия. Посещаван е от стотици хиляди посетители и има световна репутация. През 1993 г. е разширен на повече от 20 хектара.
През 1976 г. е публикувана известната му книга „Животът на вълците“. Произведенията му са актуални за изучаването на това животно.
Жерар Менатори умира 5 август 1998 г. в Манд.

## Произведения

### Документалистика
- La Bête du Gévaudan: Histoire, légende, réalité (1976)
- La vie des loups: du mythe à la réalité (1976)
Животът на вълците, изд. „Литера Прима“ (1996), прев. Тони Трифонов
- Le loup: du mythe à la réalité (1987)
- L'Aigle royal (1989)